# شهرستان نویسس (تگزاس)
شهرستان نویسس، تگزاس (به انگلیسی: Nueces County, Texas) یک سکونتگاه مسکونی در ایالات متحده آمریکا است که در تگزاس واقع شده‌است.

## خصوصیات
شهرستان نویسس ۳٬۰۱۹٫۹۴ کیلومترمربع مساحت دارد.